# Dana Claxton
Dana Claxton, née en 1959 à Yorkton, est une réalisatrice, photographe et artiste performeuse, issue de la tribu Hunkpapas. Son travail porte sur les stéréotypes, le contexte historique et le genre des peuples autochtones de l'Amérique, et particulièrement ceux des Premières Nations.

## Biographie
Les membres de la famille de Dana Claxton sont les descendants des partisans de Sitting Bull. Ils échappent aux poursuites de l'armée américaine en 1876 après la bataille de Little Bighorn. Elle grandit à Moose Jaw, en Saskatchewan. Elle est la plus jeune des quatre frères et sœurs. La réserve de sa famille, Wood Mountain Reserve, est située dans le sud-ouest de la Saskatchewan. Elle appartient aux Hunkpapas, l'un des sept clans qui forment la tribu Lakota.
Elle vit et travaille à Vancouver.

## Carrière artistique
Dana Claxton est une artiste multidisciplinaire qui travaille principalement dans la vidéo et la photographie. Son travail mélange la tradition de la tribu Lakota et des influences occidentales afin de défier les attentes perçues de son héritage. Elle étudie les impacts continus du colonialisme en Amérique du Nord.

L'artiste combine sa propre vision du monde en abordant les questions autochtones du passé et du présent. Elle s'intéresse aux préoccupations relatives à la colonisation, à l'imagerie corporelle, à la beauté, à la politique, à la spiritualité, à l'iconographie des peuples autochtones et à la place qu'ils occupent dans la culture populaire. À travers la vidéo, la photographie et les projets conceptuels, Dana Claxton s'efforce de mêler les expériences et les environnements traditionnels dans les espaces contemporains. 
« Je suis influencée par ma propre expérience en tant que femme de la tribu Lakota, en tant que Canadienne, Canadienne métissée, et ensuite par ma propre relation avec le monde naturel et surnaturel. Je m'inspire de ce paquet d'expériences pour influencer mon art. Je pense que c'est là que la multi-stratification entre en œuvre , car ma vie est multi-couches. » - Dana Claxton, 2007 
En 2007, elle reçoit la bourse Eiteljorg pour poursuivre ses recherches sur les peuples autochtones. À travers sa pratique artistique, Dana Claxton critique de nombreux aspects du gouvernement, de la religion et de la culture de consommation, qui affectent et désapprouvent les peuples autochtones contemporains au Canada et aux États-Unis. Elle réalise de nombreuses œuvres monocanales, installations vidéo et performances. Conçus ensemble, ces projets forment une critique sociétale subversive utilisant les savoirs traditionnels et l'interface de l'art contemporain.
Ses œuvres font partie des collections d'art permanentes de nombreux établissements à travers le Canada, y compris la banque d'art du Conseil des arts du Canada, la Vancouver Art Gallery et la Winnipeg Art Gallery,.

### Film et vidéo
Les créations vidéo de Dana Claxton débutent dans les années 1990. Pour les projets Grant Her Restitution (1991) et I Want To Know Why (1994), elle explore les effets du colonialisme sur les Canadiennes. À partir de 1996 avec The Red Paper, l'artiste tente de « faire entrer l'esprit dans l'espace de la galerie ». Dana Claxton mêle le sacré et le profane, elle incorpore des objets traditionnels et des symboles de la spiritualité lakota dans les espaces et les environnements contemporains,. En 1998, elle réalise le film documentaire Yuxweluptun : Man of Masks, qui explore l'art et la politique de l'artiste autochtone Lawrence Paul Yuxweluptun (en),.

### Photographie
En 2006, pour la série On to the Red Road, Dana Claxton réunit cinq photographies pour donner un regard percutant sur la féminité et l'habillement. La photographe se met en scène. Elle porte des tenues traditionnelles, enlevant lentement des vêtements pour révéler une tenue sexy, mettant en lumière des questions de sexualité et de préjugés sexistes,. La photographe soutient les femmes autochtones qui souhaitent se libérer des liens de l'histoire, en particulier ceux remplis de stéréotypes sexualisés, comme en témoignent les séries Indianess, Baby Girls Gotta Mustang, The Mustang Suite et Mama Has a Pony Girl…Named History and Sets Her Free. D'autres images de ses séries sont autant de réflexions à grande échelle sur la communauté autochtone dans un monde contemporain,,.
En 2009, Paint Up présente de grands portraits en couleurs de Joseph Paul vivant dans la réserve indienne Musqueam. Le danseur Salish porte notamment le cérémoniel Black Face et pratique le Pow-wow. Ces œuvres sont décrites comme « des images imposantes et frappantes, jetant un défi à la vision stérile, non spirituelle, matérialiste de la vie contemporaine ».
Dana Claxton s'intéresse également à l'American Indian Movement et présente des photos en noir et blanc de documents gouvernementaux déclassifiés parfois controversés sur l'organisation des droits civils. Elle a recueilli ses documents à la bibliothèque de New York, lors de son installation dans la ville à la fin des années 1980 et au début des années 1990. Certaines phrases impliquant directement le gouvernement américain ou des organisations affiliées ont été censurées.

### Performances
Dans Buffalo Bone China, Dana Claxton associe des performances artistiques, des objets trouvés et des vidéos pour disséquer les effets sur les peuples des Premières nations, des politiques de la Grande-Bretagne coloniale concernant le bison américain. En effet, les bisons étaient abattus et leurs os écrasés et exportés en Angleterre pour faire de la porcelaine. Dans sa performance, l'artiste pulvérise de la porcelaine, puis réalise quatre tas de morceaux constituant un cercle sacré pendant qu'une vidéo de bison est projetée à l'arrière-plan.
Créée en 2003, Sitting Bull and the Moose Jaw Sioux est présentée pour la première fois, lors de la 17e Biennale de Sydney, et opère un retour sur la fondation du camp de Moose Jaw par Sitting Bull après l'exode des États-Unis et la bataille de Little Bighorn. La pièce, commandée à l'origine par la Moose Jaw Art Gallery, comporte quatre écrans vidéo, des images d'archives et des entrevues provenant des habitants originaux des camps, ainsi que des images du site.

## Enseignement
Dana Claxton cofonde l'Indigenous Media Arts Group et enseigne un temps à l'Emily Carr University of Art and Design de Vancouver. En 2003, elle devient titulaire de la chaire Global Television à l'Université de Regina où elle enseigne le journalisme,. En 2010, elle est titulaire de la chaire Ruth Wynn Woodward de l'Université Simon Fraser et se consacre aux études sur les femmes.
Elle est professeure agrégée au département d'histoire de l'art, d'arts visuels et de théorie de l'Université de la Colombie-Britannique Vancouver.

## Autres collaborations
Dana Claxton œuvre en étroite collaboration avec de nombreux organismes canadiens et des Premières Nations, tels que l'Office national du film du Canada et la Société Radio-Canada. Elle est réalisatrice et productrice pour 52 épisodes de l'émission canadienne Wakanheja, un programme pour les enfants orienté autour des Premières Nations et 26 épisodes d'ArtZone, une exposition d'art pour les adolescents. Elle est également productrice et conteuse pour First Stories-VTV, un programme sur la population autochtone de Vancouver,.

## Expositions
Parmi une liste non exhaustive :
- Topographies, Vancouver Art Gallery, 1996
- Buffalo Bone China, Estevan Art Centre, 2002
- Gatherings : Aboriginal Art from the Collection of the Winnipeg Art Gallery, Guangdong Museum of Art, 2004
- Solo show, Art Star Biennale, 2005
- Solo show, Biennale d’Art contemporain du Havre, 2006[24]
- Sitting Bull and the Moose Jaw Sioux, Art Gallery of Swift Current, 2006
- Solo show, Montreal Biennale, 2007
- Dana Claxton Video Art 1994-2007, Keyano Art Gallery, Fort McMurray, 2008
- The Mustang Suite, Alternator Gallery, Kelowna, 2008
- Steeling the Gaze, National Gallery of Canada, 2009
- New Work, University of Lethbridge, 2009
- Native Visuality, C.N. Gorman Museum, 2009
- Solo show, Biennale of Sydney, 2010
- Indian Candy, Winsor Gallery, Vancouver, 2013
- Dana Claxton : Made to Be Ready, At the Audain Gallery, 2016

## Distinctions
- 2006 : Lauréate du prix ImagiNATION
- 2007 : Bourse Eiteljorg
- 2020 : Prix du Gouverneur général en arts visuels et en arts médiatiques[25]